# Gröditz
Gröditz é um município da Alemanha, situado no distrito de Meißen, no estado da Saxônia. Tem 28,78 km² de área, e sua população em 2019 foi estimada em 6.978 habitantes.